# جفری هندریکس
جفری هندریکس (انگلیسی: Geoffrey Hendricks; ۳۰ ژوئیهٔ ۱۹۳۱ – ۱۲ مهٔ ۲۰۱۸) هنرمند، و نمایشگاه‌گردان اهل ایالات متحده آمریکا بود. او از از اواسط دهه ۱۹۶۰ با فلوکسوس همکاری داشت. او استاد مقطع کارشناسی ارشد هنر در دانشگاه راتگرز بود، جایی که او از سال ۱۹۵۶ تا ۲۰۰۳ تحصیل کرد و در دهه ۱۹۶۰ با آلن کاپرو، روی لیکتنستاین و لوکاس ساماراس آشنا شد.